# 화계천
화계천(華溪川)은 서울특별시 강북구 수유동 북한산에서 발원하여 우이3교에서 우이천으로 흘러드는 지방하천이다. 이 하천 상류 부근을 예로부터 ‘꽃골[花溪]’이라고 부른 데에서 유래하였다. 중하류는 복개되어 화계사길과 덕릉로 등의 도로로 쓰이고 있다.